# Домаинци
Домаинци (на словенски: Domajinci; на унгарски: Dombalja; на немски: Todtmannsdorf) е село в Словения, Помурски регион, община Цанкова. Според Националната статистическа служба на Република Словения през 2015 г. селото има 231 жители.